# Collet d'en Caborler
El Collet d'en Caborler és una collada situada a 1.872,7 metres d'altitud del límit dels termes comunals de Font-rabiosa i de Puigbalador, tots dos de la comarca del Capcir, a la Catalunya del Nord. Està situat al nord-oest del terme de Font-rabiosa i al sud del de Puigbalador, a prop al sud-oest de l'Estació d'esquí de Puigbalador, 